# Junkers Jumo 222
 (mars 2025).
La mise en forme du texte ne suit pas les recommandations de Wikipédia : il faut le « wikifier ».
Les points d'amélioration suivants sont les cas les plus fréquents. Le détail des points à revoir est peut-être précisé sur la page de discussion.
- Les titres sont pré-formatés par le logiciel. Ils ne sont ni en capitales, ni en gras.
- Le texte ne doit pas être écrit en capitales (les noms de famille non plus), ni en gras, ni en italique, ni en « petit »…
- Le gras n'est utilisé que pour surligner le titre de l'article dans l'introduction, une seule fois.
- L'italique est rarement utilisé : mots en langue étrangère, titres d'œuvres, noms de bateaux, etc.
- Les citations ne sont pas en italique mais en corps de texte normal. Elles sont entourées par des guillemets français : « et ».
- Les listes à puces sont à éviter, des paragraphes rédigés étant largement préférés. Les tableaux sont à réserver à la présentation de données structurées (résultats, etc.).
- Les appels de note de bas de page (petits chiffres en exposant, introduits par l'outil «  Source ») sont à placer entre la fin de phrase et le point final[comme ça].
- Les liens internes (vers d'autres articles de Wikipédia) sont à choisir avec parcimonie. Créez des liens vers des articles approfondissant le sujet. Les termes génériques sans rapport avec le sujet sont à éviter, ainsi que les répétitions de liens vers un même terme.
- Les liens externes sont à placer uniquement dans une section « Liens externes », à la fin de l'article. Ces liens sont à choisir avec parcimonie suivant les règles définies. Si un lien sert de source à l'article, son insertion dans le texte est à faire par les notes de bas de page.
- La présentation des références doit suivre les conventions bibliographiques. Il est recommandé d'utiliser les modèles {{Ouvrage}}, {{Chapitre}}, {{Article}}, {{Lien web}} et/ou {{Bibliographie}}. Le mode d'édition visuel peut mettre en forme automatiquement les références.
- Insérer une infobox (cadre d'informations à droite) n'est pas obligatoire pour parachever la mise en page.

Pour une aide détaillée, merci de consulter Aide:Wikification.
Si vous pensez que ces points ont été résolus, vous pouvez retirer ce bandeau et améliorer la mise en forme d'un autre article.
 (mars 2025).
Le Jumo 222 était un moteur d'avion à pistons en étoile multicylindre allemand de grande puissance fabriqué par Junkers, conçu sous la direction de Ferdinand Brandner de la Junkers Motorenwerke.
Les performances projetées du moteur étaient telles par rapport aux conceptions contemporaines, que de nombreux développements de conceptions d'avions à moteur à pistons de la Luftwaffe en temps de guerre étaient basés sur celui-ci, du moins en option. Il s'agissait notamment de l'ensemble du programme Bomber B, qui visait à remplacer tous les bombardiers existants de la Luftwaffe par une nouvelle conception bimoteur plus grande, plus rapide et plus lourdement armée que n'importe quel avion de leur parc.
La conception n'a pas réussi à mûrir même après des années de développement intensif et plusieurs modifications de conception majeures. Le programme du bombardier B échoua également, laissant la Luftwaffe avec des conceptions désespérément obsolètes pendant la seconde moitié de la guerre. Moins de trois cents 222 ont été construits. Ils n'ont jamais quitté la phase de prototype, mais le design a néanmoins continué à apparaître sur les propositions de nouveaux modèles multimoteurs de la Luftwaffe bien après que la plupart aient abandonné l'espoir qu'il fonctionnerait un jour.

## Conception et développement
Les travaux de conception du Jumo 222 ont commencé en 1937. Le moteur était configuré avec six rangées de cylindres en ligne espacées à des angles égaux autour du carter, chaque rangée ayant quatre cylindres. Le moteur ressemblait à un radial en raison de sa disposition - cela était évident à partir d'un dessin en coupe transversale de la version originale, utilisant une bielle principale avec cinq bielles supplémentaires pivotant à partir du moulage d'extrémité du maneton de la bielle principale, comme avec un radial à une seule rangée. Mais le fonctionnement interne a été conçu pour fonctionner davantage comme un moteur en V avec chaque paire adjacente de bancs de cylindres, chacun avec une tête à flux croisés, et il était refroidi par liquide comme la plupart des moteurs en ligne.
En regardant un Jumo 222 complet d'une vue "de face", la demi-douzaine de bancs de cylindres étaient disposés à des angles égaux de 60° les uns des autres, de sorte que les bancs voisins avaient leurs orifices d'échappement (aux espaces "60°, 180° et 300°") et leurs orifices d'admission (aux espaces "0°, 120° et 240°") se faisant face, ce qui a permis une "plomberie" plus simple à partir du compresseur monté à l'arrière et n'a donné lieu qu'à trois jeux de collecteurs d'échappement. Le trio d'ensembles de collecteurs d'échappement aurait très probablement été présent au bas d'une nacelle de moteur et sur les quartiers supérieurs de chaque côté (apparaissant comme les échappements de nombreux moteurs d'aviation alliés de style V « verticaux ») pour le routage de sortie d'échappement le plus court possible.
La conception multi-cylindres sur 4 rangées a donné lieu à un moteur plus court que le Jumo 211, d'environ 80 cm (31,5 po), mais la conception d'une  nacelle à section transversale plus grande. Comme le Ju 88, il pourrait utiliser un radiateur annulaire pour refroidir les cylindres et l'huile moteur du 222. Le Junkers Ju 288 avait l'intention de cacher les radiateurs derrière des cônes à conduits creux avec chacune de ses hélices à quatre pales.
Chaque cylindre avait deux soupapes d'admission et une seule soupape d'échappement refroidie au sodium — une configuration à triple soupape héritée du premier moteur d'aviation V12 inversé de la série Jumo, le Junkers Jumo 210  — un injecteur de carburant haute pression entre les admissions et deux bougies d'allumage . Avec un alésage et une course de 135 mm (5,3149606245 po), la conception originale du moteur Jumo 222A/B avait une cylindrée de 46,4 L (2 831,5 in³), dans la même catégorie de cylindrée générale que le Double Wasp américain à dix-huit cylindres radiaux refroidis par air d'origine 1937-1940. Le modèle 222A/B a été contraint de fonctionner à un taux de compression assez faible de 6,5:1, le même taux que celui utilisé par le Jumo 211C V12 inversé produit en série par leur entreprise. Ces taux de compression relativement faibles étaient les meilleurs possibles compte tenu des carburants à faible indice d'octane disponibles en Allemagne, mais en augmentant la vitesse du moteur à 3 200 tr/min, le 222 délivrait 1,850 kW (2,4808908657508 hp) au décollage. La seule caractéristique décevante était le compresseur simple à un étage et à deux vitesses, mais même avec cette limitation, le moteur produisait toujours 1,641 kW (2,2006172490254 hp) à 5,000 m (16,4041995 pi) . Le poids sec était 1,088 kg (2,3986293888 lb), seulement 17 kg (37,4785842 lb) plus lourd que le Double Wasp refroidi par air.
Comparé aux modèles contemporains BMW 801 et Daimler-Benz DB 605, le 222 représentait un énorme bond en avant en termes de performances. Sa cylindrée était légèrement supérieure à celle du 801 (41,8) L (2 550,8 in³), et environ 25 % de plus que les 35,7 du 605 L (2 178,5 in³), mais délivrait considérablement plus de puissance, 1,850 kW (2,4808908657508 hp) contre 1,193 kW (1,5998393528869 hp) dans les 801 et 1 119 kW (1 501 hp) dans le 605. Cela représente 40 kW/L pour le 222, alors que seulement 29 kW/L pour les 801 et 31 kW/L pour le 605. Le rapport puissance/poids était de 1,7 kW/kg (1,04 ch/lb) pour le 222, tandis que le 605 délivrait 1,4 kW/kg (0,88 ch/lb) et le 801 1 kW/kg (0,60 (ch/lb). Le 222 avait également des dimensions extérieures similaires à celles de ces moteurs plus petits, 1,16 m (3,805774284 pi) de diamètre par rapport à 1,27 m (4,2 pi) pour le 801 et 2,4 m (7,87401576 pi) de long par rapport à 2,3 m (7,54593177 pi) pour le 605.

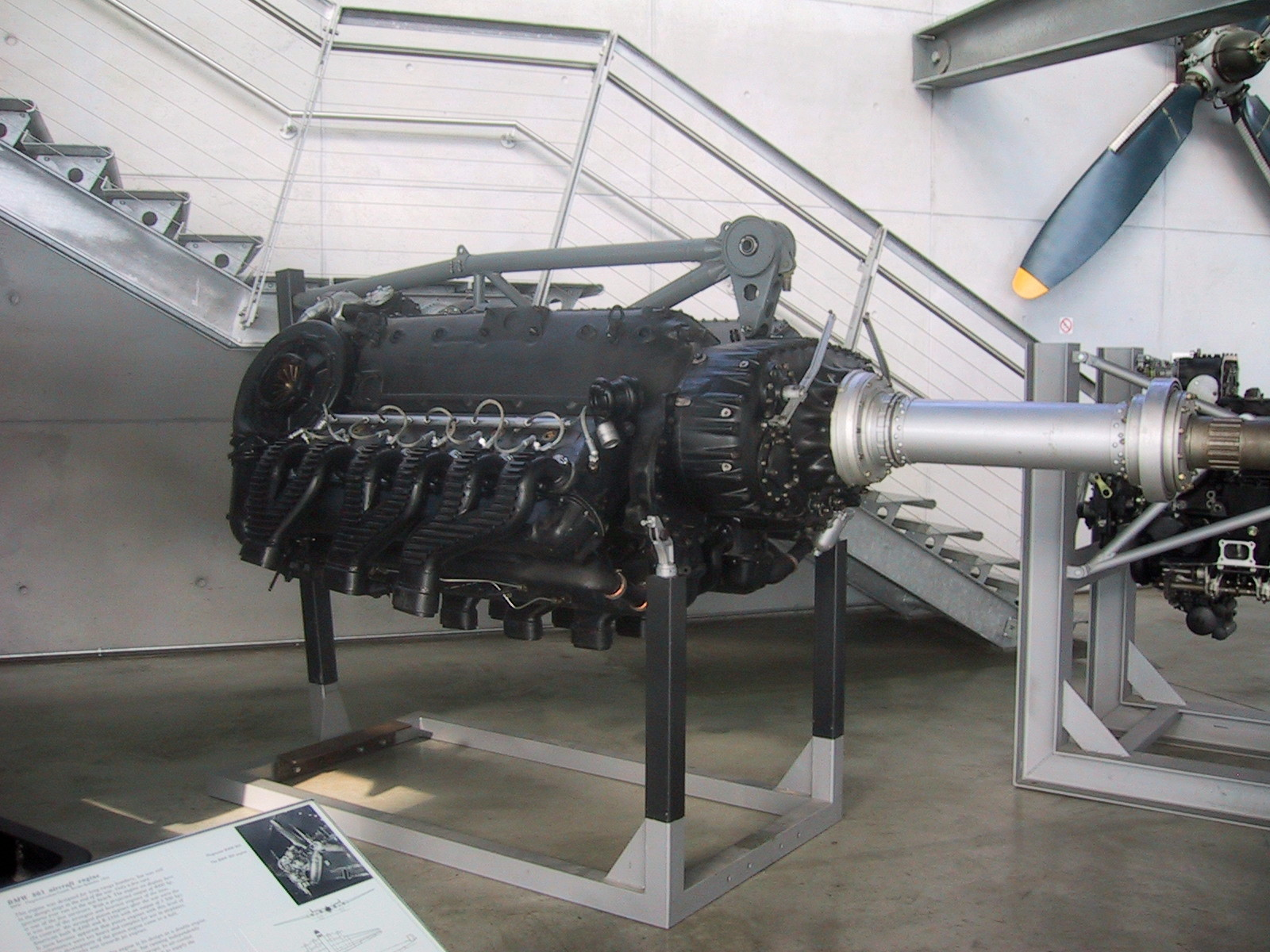
Un « système d'alimentation » DB 610 en comparaison avec le Jumo 222

La comparaison était encore plus favorable par rapport à d’autres moteurs de grande puissance en cours de développement. L'un d'eux était le BMW 802 18 cylindres radial, une version agrandie de leur très populaire BMW 801 14 cylindres. Cependant, les travaux ne commencèrent qu'en 1939 et, bien que prometteur, il pesait 1530 kg (3,370 lb) et n'a été lancé pour la première fois qu'en 1943. BMW a également essayé d'assembler deux radiales 801 dans la BMW 803, ce qui n'a pas été un succès. Ensuite, il y avait le encombrant DB 606, le premier groupe motopropulseur « à haut rendement » jamais développé en Allemagne, composé de deux DB 601 montés sur un seul carter de réduction à l'avant, qui délivrait 1790 kW (2400 ch) avec un poids de 1 515 kg (3 340 lb) et la taille était de 2.1m x 1.6m x 1.1m (82.7 in x 63 in x 43.3 in). Leur utilisation problématique et leur conception d'installation déficiente dans le He 177A, le seul bombardier lourd allemand à avoir été produit et utilisé en première ligne, ont incité le Reichsmarschall Hermann Göring à les étiqueter avec dérision à la fin de l'été 1942 comme des « moteurs soudés ensemble ».

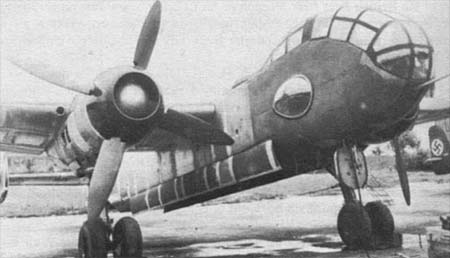
Un prototype de Junkers Ju 288 propulsé par des moteurs Jumo 222, avec des cônes carénés et des hélices contrarotatives.

Le premier prototype de moteur a fonctionné le 24 avril 1939 et a ensuite été testé en vol sur le support moteur avant d'un Ju 52. La production nécessitait deux modèles principaux, le 222A et le 222B, qui ne différaient que par le sens de rotation, destinés à être utilisés pour les moteurs gauche (aile bâbord) et droit (aile tribord) sur les conceptions bimoteurs. Cependant, les tests continus se sont révélés infructueux et Junkers a finalement décidé qu'il était préférable d'arrêter le développement de ces moteurs « Série I » et de passer à une « Série II » modifiée. Les nouveaux 222A-2 et B-2 fonctionnaient à un régime légèrement plus lent mais avaient des cylindres légèrement plus gros avec un alésage de 140 mm (5.5 in) pour une cylindrée de 49,88 litres (3043,86 in³) pour les mêmes performances nettes, tandis que les A-3 et B-3 utilisaient un compresseur différent pour de meilleures performances à des altitudes plus élevées. Un moteur A-3 et un moteur B-3 auraient été installés sur la cellule du neuvième prototype du Junkers Ju 288. Archived   pour les essais en vol.  Les deux modèles « améliorés » des versions Jumo 222A/B ont continué à se révéler peu fiables et n'ont été installés qu'à titre expérimental.
À la fin de 1941, Junkers décida que la meilleure solution était d'apporter des modifications plus radicales à la conception et introduisit les modèles 222C et 222D . Avec un nouvel alésage et une nouvelle course de 145mm x 140mm (5.7 in x 5.5 in), la cylindrée du moteur a augmenté une deuxième fois, à 55,5 L (3 386,8 in³), à peine plus grand que le moteur radial américain contemporain Wright Duplex Cyclone à 18 cylindres refroidi par air, qui à l'époque avait ses propres problèmes importants résolus, en partie à cause de l'utilisation d'un alliage de magnésium combustible pour son carter. Retour aux 3 200 d'origine tr/min, les modèles Jumo 222 C/D pourraient fournir un peu moins de 2200 kW (3000ch) lorsqu'ils ont commencé à fonctionner à l'été 1942. Cependant, les problèmes n’ont pas été résolus et seule une poignée d’exemplaires ont été construits. Le RLM attendait ce projet depuis trois ans et a finalement abandonné, et a demandé à tous les concepteurs basés sur lui de rechercher des moteurs alternatifs. Plus tard cette année-là, ils ont également abandonné cette idée et ont complètement annulé l'ensemble du programme Bomber B.

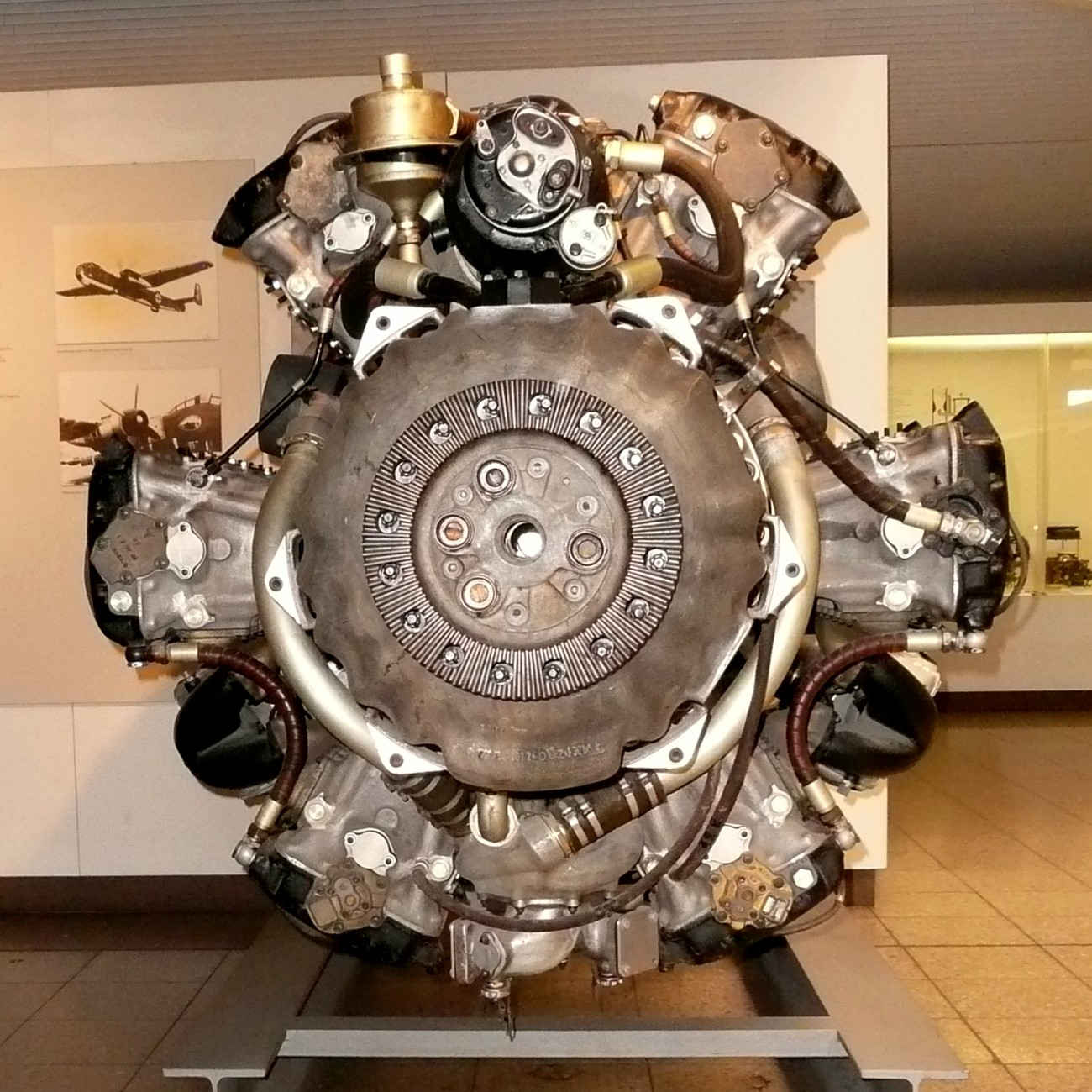
Jumo 222 E construit en 1944

Les Junkers n'ont toujours pas abandonné. En utilisant la conception A/B d'origine de 46,4 litres de cylindrée, ils ont ajouté un nouveau compresseur à deux étages comprenant un trio de refroidisseurs d'admission, un par paire de bancs de cylindres voisins pour une utilisation à haute altitude, produisant les séries 222E et F. Bien que les performances au niveau de la mer soient restées inchangées, le moteur était capable de produire 1,439 kW (1,9297307869272 hp) à 9,000 m (29,5275591 pi) . À ce stade, il semblait que les problèmes étaient enfin résolus, mais le bombardement des usines du siège de Junkers Motorenwerke à Dessau rendit la production presque impossible. Une dernière tentative pour des performances à des altitudes encore plus élevées a abouti aux 222G et H turbocompressés, construits seulement dans la mesure de quelques prototypes de banc d'essai.
Le Jumo 222 fut un échec massif et très coûteux. Au total, 289 exemplaires du Jumo 222 ont été construits, aucun n'a été utilisé en service actif. Cela a également sérieusement entravé la conception des moteurs à pistons de la Luftwaffe de 1940 à 1942, tandis que de nombreux membres du personnel des bureaux de développement technologique gérés par le gouvernement de la Luftwaffe (comme la chaîne de plusieurs installations Erprobungsstelle de l'Oberst Edgar Petersen ) et des départements d'ingénierie des entreprises de l'aviation militaire allemande attendaient que le Jumo 222 commence enfin à fonctionner. Pendant ce temps, tous les appels à des adaptations à quatre moteurs à la place des conceptions à deux moteurs Jumo 222 ont été rejetés car on estimait que cela mettrait trop de pression sur l'industrie des moteurs allemande. Au final, il n'y eut aucun résultat et, à la fin de la guerre, la Luftwaffe ne faisait voler que des versions à peine mises à jour de ses modèles originaux d'avant-guerre.

## Variantes
Aucune des variantes du Jumo 222 n'a atteint le service opérationnel.
- Jumo 222 A / B-1 : première version alésage x course (135 × 135) = 46 380 cm³, 1 470 kW (1 971,3024717047 hp) à 3200 min-1, compresseur centrifuge mono-étage à deux vitesses, série "service-test" A-0/B-0, testé en vol
- Jumo 222 A / B-2 : variante agrandie, sections de vanne plus grandes, alésage x course (140 × 135) = 49880 cm³, 2500 ch à 2900 min-1, compresseur centrifuge mono-étage à deux vitesses, série zéro, testé en vol
- Jumo 222 A/B-3 : comme A/B-2, mais compresseur centrifuge amélioré, altitude de pleine pression : 6000 m, série pilote, testé en vol
- Jumo 222C / D : variante encore agrandie alésage x course (145 × 140) = 55 480 cm³, 3000 hp à 3200 min -1, altitude de pression maximale : 10 000 m, par des modèles expérimentaux de la série V conçus dans l'assemblage
- Jumo 222 E/F : comme A/B-3, avec compresseur centrifuge à deux étages et à deux vitesses et trio de refroidisseurs d'admission, altitude de pression maximale : 9400 m, série pilote, testé en vol
- Jumo 222 turbo : comme A/B-3, avec turbocompresseur et refroidisseur intermédiaire, altitude de pression maximale : 12 300 m, 2 400 cv à 3200 min-1, banc d'essai uniquement
- Jumo 222 G / 225 : version allongée et projetée avec alésage du cylindre 6 × 6 = 36 x course (135 × 135) = 69570 cm³, 3500 cv à 3000 min-1, et vitesse de charge évolutive

Le sens de rotation de l'arbre d'hélice était indiqué par la lettre - A, C et E tournés vers la gauche tandis que B, D et F tournaient vers la droite. Le vilebrequin, en revanche, tournait toujours uniformément vers la droite ; le sens de rotation de l'hélice ne variait que par différents engrenages.
Étant donné que le Junkers Jumo 222 dispose de six rangées de cylindres, il fait partie des moteurs dits Hexagon. D'autres exemples de moteurs hexagonaux sont rares - par exemple, le Dobrynin VD-4K à 24 cylindres refroidi par eau et le Curtiss H-1640 Chieftain à 12 cylindres refroidi par air. De même, il existait également des moteurs octogonaux tels que le Bristol Hydra avec huit rangées de cylindres.

## Applications
Modèles d'avions destinés à être propulsés par le Jumo 222 :
- Dornier Do 435 (quand aucun moteur à réaction ne remplaçait le moteur à piston arrière)
- Focke-Wulf Fw 300
- Heinkel He 219 B & C
- Heinkel He 277 (en tant qu'alternative ultérieure liée à l'Amerikabomber au montage de six radiaux BMW 801, proposition de développement de fin juillet 1943 uniquement)
- Hütter Hü 211
- Junkers Ju 288

Propositions de prototypes conçus pour utiliser la puissance du moteur Jumo 222 :
- Arado E.340 (jumeaux 222, un concurrent du Bomber B )
- Focke-Wulf Fw P.195 (six/huit Jumo 222, très gros avions de transport)

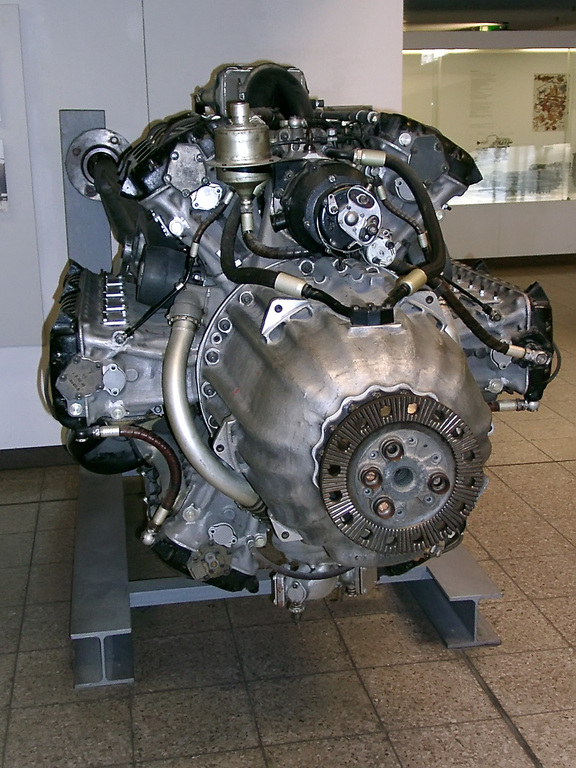
Vue de face d'un Jumo 222, avec refroidisseurs finaux installés

### General characteristics
- Type: Moteur d'avion en étoile suralimenté et refroidi par liquide, 6 rangées, 24-cylindres.
- Alésage: 135 mm (5.3 in)
- Course: 135 mm (5.3 in)
- Cylindrée: 46.38 L (2,830 cu in)
- Longueur: 2,400 mm (94 in)
- Diamètre : 1,160 mm (46 in)
- Poids à sec: 1,088 kg (2,399 lb)

### Components
- Distribution: Par cylindre; 2 soupapes d'admission and une valve d'échappement refroidie au sodium
- Compresseur: Compresseur centrifuge à simple étage à 2 vitesses
- Système d'alimentation en carburant : Injection de carburant
- Système de refroidissement : Refroidissement liquide.

### Performance
Puissance :
- 1,838 kW (2,465 ch) à 3,200 tr/min au décollage,
- 1,397 kW (1,873 ch) en croisière
- Puissance spécifique: 39.5 kW/L (0.87 ch/in³)
- Taux de compression: 6.5:1
- Consommation spécifique de carburant: 0.29 kg/(kW·h) (0.477 lb/(ch·h))
- Rapport poids/puissance: 1.69 kW/kg (1.03 ch/lb)